# 寒川郡 (香川縣)
寒川郡（日语：／ Sangawa gun */?）為過去隸屬日本讚岐國的郡，廢藩置縣後屬香川縣，已於1899年與大內郡合併為大川郡。
過去的轄區包括現在的讚岐市大部分地區與東香川市的西南部地區。

## 歷史
江戶時代屬於高松藩的領地。1871年廢藩置縣後，最初屬高松縣，但不到一年內，被整併為香川縣所屬。1873年後，陸續又被整併為名東縣、香川縣、愛媛縣，直到1888年才最終確定屬於再次恢復設置的香川縣。
根据《旧高旧领取调帐》中记载，明治初期辖有：志度村、鸭部下庄村、鴨部中筋村、鸭部东山村、小田村、津田村、鹤羽村、富田东村、田面村、南川村、富田中村、富田西村、石田东村、石田西村、神前村、乙井村、东末村、西末村、野间田村、是弘村、宫西村、長尾西村、長尾東村、長尾名村、前山村、奥山村、五名山村。（27村）

### 年表
- 1874年，调整行政区划。（26村）
  - 东末村、西末村合并为末村。

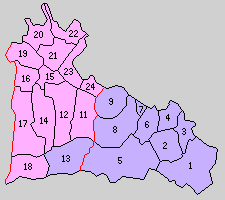
寒川郡最初的行政區劃：11.松尾村 12.富田村 13.五名山村 14.石田村 15.神前村 16.造田村 17.長尾村 18.奧山村 19.志度町 20.鴨部下庄村 21.鴨部村 22.小田村 23.津田町 24.鶴羽村（紫色現為東香川市、桃色現為讚歧市）

- 1890年2月15日：實施町村制，寒川郡下轄：松尾村、富田村、五名山村、石田村、神前村、造田村、長尾村、奧山村、志度村、鴨部下庄村、鴨部村、小田村、津田村、鶴羽村。（14村）
  - 松尾村 ← 田面村、富田東村
  - 富田村 ← 富田中村、富田西村、南川村
  - 五名山村（单独村制。現东香川市）
  - 石田村 ← 石田西村、石田東村
  - 神前村（单独村制）
  - 造田村 ← 野間田村、乙井村、是弘村、宫西村
  - 長尾村 ← 長尾西村、長尾東村、長尾名村、前山村
  - 奥山村（单独村制）
  - 志度村 ← 志度村、末村
  - 鴨部下庄村（单独村制）
  - 鸭部村 ← 鴨部東山村、鴨部中筋村
  - 小田村（单独村制）
  - 津田村（单独村制）
  - 鹤羽村（单独村制）
- 1898年2月11日：（2町12村）
  - 志度村改制為志度町。
  - 津田村改制為津田町。
- 1899年4月1日：與大內郡合併為大川郡。